# Bislett Games 2017
Bislett Games 2017 byl lehkoatletický mítink, který se konal 15. června 2017 v norském městě Oslo. Byl součástí série mítinků Diamantové ligy 2017.

## Výsledky

### Muži
| Disciplína            | 1. místo                 | 2. místo                   | 3. místo                   |
| Běh na 100 m          | Andre De Grasse 10,01    | Chijindu Ujah 10,02        | Ben-Youssef Meïté 10,03    |
| Běh na 400 m          | Baboloki Thebe 44,95     | Matthew Hudson-Smith 45,16 | Pavel Maslák 45,52         |
| Běh na 1500 m         | Jake Wightman 3:34,17    | Elijah Manangoi 3:34,30    | Marcin Lewandowski 3:34,60 |
| Běh na 400 m překážek | Karsten Warholm 48,25    | Yasmani Copello 48,44      | Thomas Barr 48,95          |
| Skok vysoký           | Mutaz Essa Baršim 238 cm | Bohdan Bondarenko 229 cm   | Derek Drouin 225 cm        |
| Hod diskem            | Daniel Ståhl 68,06 m     | Fedrick Dacres 67,10 m     | Philip Milanov 66,39 m     |

### Ženy
| Disciplína             | 1. místo                    | 2. místo                      | 3. místo                         |
| Běh na 200 m           | Dafne Schippersová 22,31    | Murielle Ahouréová 22,74      | Simone Facey 22,77               |
| Běh na 800 m           | Caster Semenyaová 1:57,59   | Francine Niyonsabaová 1:58,18 | Margaret Nyairera Wambui 1:59,17 |
| Běh na 100 m překážek  | Pamela Dutkiewiczová 12,73  | Kristi Castlinová 12,75       | Isabelle Pedersen 12,75          |
| Běh na 3000 m překážek | Norah Jeruto 9:17,27        | Sofia Assefaová 9:17,34       | Fabienne Schlumpf 9:21,65        |
| Skok o tyči            | Yarisley Silvaová 481 cm    | Anželika Sidorovová 475 cm    | Lisa Ryzihová 465 cm             |
| Skok daleký            | Tianna Bartolettaová 679 cm | Darja Klišinová 675 cm        | Claudia Rath 663 cm              |
| Hod diskem             | Sandra Perkovićová 66,79 m  | Yaime Pérezová 66,24 m        | Denia Caballerová 63,29 m        |